# La noche de 12 años
La noche de 12 años (traduïble com a «La nit de 12 anys») és una pel·lícula de 2018 dirigida per Álvaro Brechner, basada en el llibre Memorias del calabozo de Mauricio Rosencof i Eleuterio Fernández Huidobro. Interpretada per Antonio de la Torre, Chino Darín, Alfonso Tort, César Troncoso, César Bordón, Mirella Pascual, Nidia Telles, Silvia Pérez Cruz i Soledad Villamil, es tracta d'una coproducció realitzada entre Espanya, Argentina, l'Uruguai i França. La pel·lícula va ser seleccionada a la 75a Mostra Internacional de Cinema de Venècia i al Festival de Cinema de Sant Sebastià i premiada pel públic al Festival Internacional de Cinema de Fribourg de Suïssa.

## Sinopsi
La pel·lícula narra els anys de tancament i aïllament que van sofrir tres figures uruguaianes: José "Pepe" Mujica, Mauricio Rosencof i Eleuterio Fernández Huidobro.

## Repartiment
- Antonio de la Torre com a José Mujica.
- Chino Darín com a Mauricio Rosencof.
- Alfonso Tort com a Eleuterio Fernández Huidobro.
- César Troncoso com al sergent.
- César Bordón com al sergent Alzamora.
- Mirella Pascual com a Lucy Cordano.
- Nidia Telles com a Rosa.
- Silvia Pérez Cruz com a Graciela Jorge.
- Soledad Villamil com a la psiquiatra.

## Premis i nominacions
| Data | Premi                                                                            | Categoria                                     | Candidat                    | Resultat  |
| ---- | -------------------------------------------------------------------------------- | --------------------------------------------- | --------------------------- | --------- |
| 2018 | Premis Goya                                                                      | Millor guió adaptat                           | Álvaro Brechner             | Guanyador |
| 2018 | Premis Goya                                                                      | Millor interpretació masculina de repartiment | Antonio de la Torre         | Nominat   |
| 2018 | Premis Goya                                                                      | Millor pel·lícula iberoamericana              | Álvaro Brechner             | Nominat   |
| 2018 | Medalles del Cercle d'Escriptors Cinematogràfics                                 | Millor guió adaptat                           | Álvaro Brechner             | Guanyador |
| 2018 | Medalles del Cercle d'Escriptors Cinematogràfics                                 | Millor actor secundari                        | Antonio de la Torre         | Nominat   |
| 2019 | Premis Platino                                                                   | Millor pel·lícula iberoamericana de ficció    | Álvaro Brechner             | Nominat   |
| 2019 | Premis Platino                                                                   | Millor direcció                               | Álvaro Brechner             | Nominat   |
| 2019 | Premis Platino                                                                   | Millor guió                                   | Álvaro Brechner             | Nominat   |
| 2019 | Premis Platino                                                                   | Millor música original                        | Federico Jusid              | Nominat   |
| 2019 | Premis Platino                                                                   | Millor direcció de fotografia                 | Carlos Catalán              | Nominat   |
| 2019 | Premis Platino                                                                   | Cinema i Educació en Valors                   | Álvaro Brechner             | Nominat   |
| 2019 | Premis del Cinema Europeu                                                        | Millor So                                     | Nacho Royo, Eduardo Esquide | Guanyador |
| 2018 | Festival Internacional de Cinema del Caire                                       | Millor Pel·lícula                             | Álvaro Brechner             | Guanyador |
| 2018 | Festival Internacional de Cinema del Caire                                       | Millor Pel·lícula Fipresci                    | Alvaro Brechner             | Guanyador |
| 2019 | Premis Sur de l'Acadèmia de les Arts i Ciències Cinematogràfiques de l'Argentina | Millor Pel·lícula                             | Alvaro Brechner             | Nominat   |
| 2019 | Premis Sur de l'Acadèmia de les Arts i Ciències Cinematogràfiques de l'Argentina | Millor Director                               | Alvaro Brechner             | Nominat   |
| 2019 | Premis Sur de l'Acadèmia de les Arts i Ciències Cinematogràfiques de l'Argentina | Millor Guió Adaptat                           | Alvaro Brechner             | Guanyador |
| 2019 | Premis Sur de l'Acadèmia de les Arts i Ciències Cinematogràfiques de l'Argentina | Millor Art                                    | Laura Musso\|               | Nominat   |
| 2019 | Premis Sur de l'Acadèmia de les Arts i Ciències Cinematogràfiques de l'Argentina | Millor Maquillatge                            | Almudena Fonseca            | Nominat   |
| 2019 | Premis Còndor de Plata                                                           | Millor Pel·lícula Iberoamericana              | Álvaro Brechner             | Guanyador |
| 2019 | Gran Premi del Cinema Brasiler de la Acadèmia Brasilera de Cinema                | Millor Pel·lícula Iberoamericana              | Álvaro Brechner             | Guanyador |
| 2019 | Gran Premi del Cinema Brasiler de la Acadèmia Brasilera de Cinema                | Premi del Público                             | Álvaro Brechner             | Guanyador |
| 2018 | Festival de Cinema de Huelva                                                     | Millor Director                               | Álvaro Brechner             | Guanyador |
| 2018 | Festival de Cinema de Huelva                                                     | Millor Actor                                  | Alfonso Tort                | Guanyador |
| 2018 | Festival de Cinema de Huelva                                                     | Millor Contribució Tècnic-Artística           | Álvaro Brechner             | Guanyador |
| 2018 | Festival de Cinema de Huelva                                                     | Premi del públic                              | Álvaro Brechner             | Guanyador |
| 2018 | Festival de Cinema de Huelva                                                     | Premi de la Premsa                            | Álvaro Brechner             | Guanyador |
| 2019 | Premi Ariel de la Acadèmia Mexicana d'Arts i Ciències Cinematogràfiques          | Millor Pel·lícula Iberoamericana              | Álvaro Brechner             | Guanyador |
| 2019 | Fribourg International Film Festival                                             | Premi del Jurat                               | Álvaro Brechner             | Guanyador |
| 2019 | Fribourg International Film Festival                                             | Premi del Público                             | Álvaro Brechner             | Guanyador |
| 2019 | Fribourg International Film Festival                                             | Premi Ecumènic                                | Álvaro Brechner             | Guanyador |
| 2018 | Festival de cinema de l'Havana                                                   | Premi Glauber Rocha                           | Álvaro Brechner             | Guanyador |
| 2018 | Festival de cinema de l'Havana                                                   | Premi Ràdio Havana                            | Álvaro Brechner             | Guanyador |
| 2018 | Festival de cinema de l'Havana                                                   | Casa de les Amèriques                         | Álvaro Brechner             | Guanyador |
| 2018 | Festival de cinema de l'Havana                                                   | Millor So                                     | Nacho Royo, Eduardo Esquide | Guanyador |
| 2018 | Festival de cinema de l'Havana                                                   | Millor Muntatge                               | Nacho Ruiz Capillas         | Guanyador |
| 2018 | Festival de cinema de Thesaloniki                                                | Premi del Públic                              | Álvaro Brechner             | Guanyador |
| 2018 | Festival de Cinema Llatinoamericà de Biarritz                                    | Premi del Públic                              | Álvaro Brechner             | Guanyador |
| 2018 | Associació de Crítics de Cinema de l'Uruguai                                     | Millor Pel·lícula                             | Álvaro Brechner             | Guanyador |
| 2018 | Associació de Crítics de Cinema de l'Uruguai                                     | Millor Director                               | Álvaro Brechner             | Guanyador |
| 2018 | Associació de Crítics de Cinema de l'Uruguai                                     | Millor Actor                                  | Alfonso Tort                | Guanyador |
| 2018 | Associació de Crítics de Cinema de l'Uruguai                                     | Millor Actriu                                 | Mirella Pascual             | Guanyador |
| 2018 | Associació de Crítics de Cinema de l'Uruguai                                     | Millor So                                     | Nacho Royo, Eduardo Esquide | Guanyador |
| 2018 | Festival de Cinema d'Amiens                                                      | Premi del Públic                              | Álvaro Brechner             | Guanyador |